# Moeneeb Josephs
Moeneeb Josephs (* 19. května 1980) je bývalý jihoafrický profesionální fotbalový brankář.

## Klubová kariéra
Josephs začal svou kariéru v Cape Town Spurs FC ve věku 17 let v roce 1997 a hrál sedm let za jeho nástupce Ajax. V roce 2006 se přestěhoval do provincie Gauteng, kde hrál dva roky za Bidvest Wits FC, než za rekordní honorář odešel do Orlando Pirates.

## Reprezentační kariéra
Josephs hrál na mezinárodní úrovni za národní tým Jihoafrické republiky a byl jihoafrickým brankářem číslo jedna na Africkém poháru národů v roce 2008, kde nahradil zraněného Rowena Fernandeze.
Nedostal se do finálového kádru pro Konfederační pohár FIFA 2009, ale byl vybrán pro Mistrovství světa ve fotbale 2010. Neočekávalo se, že bude hrát jako náhradník Itumelenga Khuneho, ale 16. června 2010 byl povolán jako náhradník za Stevena Pienaara v 79. minutě po Khuneho vyloučení proti Uruguayi. Josephs byl bezmocný zastavit následnou penaltu Diega Forlána, reprezentace Bafana Bafana prohrála zápas 3:0 díky dvěma gólům Forlána a jednom gólu Álvara Pereiry. Khuneho suspendace znamenala, že Josephs hrál v posledním zápase skupiny Jihoafrické republiky proti Francii, kde vyhráli 2:1, ale i tak byli z turnaje vyřazeni.
Dne 24. května 2012 oznámil svůj odchod z mezinárodního fotbalu.
Po dvou letech byl povolán Gordonem Igesundem na Africký pohár národů 2014 v Jihoafrické republice a odehrál celý zápas v závěrečné skupinové fázi proti Nigérii při porážce 3:1 na místě zraněného Itumelenga Khuneho. To byl jeho poslední zápas za Bafanu.

## Osobní život
Josephs pochází z Mitchells Plain na Cape Flats. Josephs je muslim.